# Car intermedius
Car intermedius is een keversoort uit de familie Ithyceridae. De wetenschappelijke naam van de soort is voor het eerst geldig gepubliceerd in 1926 door Lea.